# ブッカブー
ブッカブー (Bucca-boo) は、イギリスのコーンウォール地方に伝えられている妖精の一種である。
ゴブリンの仲間であるともいわれる。
ブッカ(（Bucca）に関する英語の記事)とも。ウェールズではブカ、ブキオドとも言う。キャロル・ローズによればウェールズ語の「Bwcïod」は、精霊全般を指す語である。アンナ・フランクリンは、ウェールズ語で悪魔を指す「Bwcibo」が語源である可能性を示唆している。
キャサリン・ブリッグズ(英語版の記事)によれば、ブッカ・ドゥー(「黒いブッカ」の意)という比較的悪い者、とブッカ・グイデン(「白いブッカ」の意)という、比較的良い者がいるという。
その姿は目で見えないがその活動は観察できる。
Ｋ・Ｍ＝ブリッグズによれば、元々はデイヴィー・ジョーンズのような海神で、海の実りを司る神といわれ、現地の漁師達はブッカブーに魚などを供えて豊漁を祈願したという。
また収穫期にパンとビールを供える農夫によってなだめられたが、その際、左肩からパンのかけらを投げるという儀礼が伝えられている。
とある港ではブッカが嵐を起こすと考えられており海岸線に難破船が数多く出ることを予言できると考えられていたため魚を供え天気と豊漁を祈願したという。
またドイツのコボルト同様錫鉱山の精霊としても現れその際はノッカーと呼ばれた。キャロル・ローズは、ブッカが信仰される儀礼、風習が、19世紀末ごろには廃れてしまったとし、それ以降「子供部屋のボギー」と呼ばれるしつけのための妖精になったとしている。親が子供へ、悪い事をしているとブッカブーに食べられる、連れていかれるなどと言って叱ったという。